# Ectropidia altiprimata
Ectropidia altiprimata es uns especie de polilla de la familia Geometridae. Fue descrita por primera vez por John Ernest Holloway en 1994 y se puede encontrar en Borneo. El holotipo de la especie fue descrita en el límite del bosque del cerro Bukit Retak, a poca distancia de Bukit Pagon la montaña más alta de Brunéi, a una altitud de 1465 metros (4806,4 pies) sobre el nivel del mar.

## Descripción
Esta especie se asemeja a E. exprimata, que es más grande y extensamente teñida de marrón. No tiene gran contraste en el color entre las zonas basales y distales de las alas, mientras que la facies está teñida de un marrón intenso y uniforme. El área más pálida del ala es la mancha en el centro del margen del ala anterior.
El abdomen del macho tiene coremas en las mismas posiciones que caracterizan a E. exprimata pero vestigiales.

## Distribución
Es una especie con endemismo en la isla de Borneo. La especie fue bien descrita en la zona de bosque de montaña superior en la región montañosa de Brunéi. Un paratipo fue descrito en matorral abierto del parque nacional de Gunung Mulu.